# 西兰舒阿莱格里
西兰舒阿莱格里是巴西巴拉那州的一个市镇。总面积241.416平方公里，总人口2992人，人口密度12.4人/平方公里。